# مدی فیلیپس
مدلین ریچل فیلیپس (انگلیسی: Madelaine Rachel Phillips؛ زادهٔ ۶ سپتامبر ۱۹۹۴) هنرپیشه کانادایی است که بیشتر برای ایفای نقش رندین در جنگ اشباح، دوون دمارکو در پروژه ام‌سی۲، استرلینگ وسلی در مجموعه تلویزیونی کمدی-درام نتفلیکس تحت عنوان شکارچی جایزه‌بگیر نوجوان، و کیت دانلپ در سریال ابرقهرمانی آمازون پرایم به نام جن وی شناخته شده‌است. او همچنین در سال ۲۰۱۵، و ۲۰۱۸ در دو قسمت از مجموعهٔ تلویزیونی سوپرنچرال بازی کرده‌است.

## زندگی شخصی
مدی فیلیپس در ونکوور، بریتیش کلمبیا، کانادا، از پدری آمریکایی و مادری الجزایری اهل لندن زاده شد. از سن شش سالگی تصمیم گرفت به حرفهٔ بازیگری روی آورد. خانوادهٔ فیلیپس در سن ۱۰ سالگی به شهر پرث، استرالیا نقل مکان کردند. او در مدرسهٔ تنها دخترانه یونایتینگ چرچ کالج پنروس، پرت شرکت کرد.